# Oliver Anthofer
Oliver Anthofer (* 7. Mai 1967 in Solbad Hall) ist ein ehemaliger österreichischer Winter-Behindertensportler.

## Leben und Karriere
Nach einem schweren Motorradunfall am 4. Oktober 1987 auf der Autobahn bei Innsbruck erwachte er im Spital in Innsbruck und war seitdem bis zum untersten Brustwirbel querschnittgelähmt.
Nachdem er bei den Winter-Paralympics 1988 in Innsbruck als Zuschauer dabei und bereits vor seinem Unfall sportlich aktiv gewesen war, nahm er kurz darauf das Training als Behindertensportler auf und bestritt im Jahr 1991 die ersten Wettkämpfe. Bei den Winter-Paralympics 1992 in Tignes gewann er seine erste paralympische Medaille und holte Silber im Skilanglauf auf der Langstrecke. Auf der Kurzstrecke gewann er Bronze. Bei den Winter-Paralympics 1994 in Lillehammer gewann er über beide Strecken Bronze.
Nachdem er kurze Zeit später auch das Schießen für sich entdeckte, trat er bei den Winter-Paralympics 1998 in Nagano auch im Behinderten-Biathlon an. Dabei gewann er in seinem ersten paralympischen Wettbewerb in dieser Disziplin auf Anhieb Silber. Auch im Kurzstrecken-Langlauf-Wettbewerb gewann er mit dem zweiten Platz Edelmetall.
Bei der Behinderten-Europameisterschaft 2000 gewann Anthofer im Biathlon sowie über beide Langlauf-Strecken die Goldmedaille. Ein Jahr später sicherte er sich die Weltcup-Gesamtwertung und gewann bei der Weltmeisterschaft über fünf, zehn und 15 km Langlauf dreimal die Goldmedaille. Im Biathlon gewann er Silber. Seinen Weltcup-Gesamtsieg wiederholte er ein Jahr später und war im gleichen Jahr auch erstmals im Europacup erfolgreich. Bei der Europameisterschaft gewann er viermal Gold.
Bei den Winter-Paralympics 2002 in Salt Lake City konnte Anthofer erneut erfolgreich starten und fuhr am Ende mit zwei Silbermedaillen im Biathlon und Skilanglauf über die Kurzstrecke sowie einer Bronzemedaille über die Langstrecke nach Hause.
2003 gewann Anthofer die Europacup-Gesamtwertung im Behindertenlanglauf. Kurz darauf gewann er bei der Nordischen Skiweltmeisterschaft der Behinderten 2003 in Baiersbronn als einer von nur zwei österreichischen Teilnehmern erneut dreimal Gold im Biathlon über 7,5 km sowie im Skilanglauf über 10 und 15 km.
Bei den Winter-Paralympics 2006 in Turin startete der inzwischen 38-Jährige erneut, blieb jedoch erstmals ohne Chancen auf eine Medaille.
2010 beendete Anthofer offiziell seine aktive Sportkarriere und widmete sich dem Freizeitsport. Anthofer befährt mit einem Handbike Berge in Österreich.

## Privates
Anthofer wuchs mit zwei jüngeren Schwestern auf. Anthofer absolvierte eine Lehre als Schlosser bei den Österreichischen Bundesbahnen. Nach seinem langen REHA-Aufenthalt in Bad Häring infolge seines Unfalls konnte er seine Tätigkeit für die österreichischen Bundesbahnen wieder aufnehmen, musste aufgrund seiner Querschnittlähmung jedoch vom Schlosser in eine Bürotätigkeit wechseln. Seit 7. August 2009 ist Anthofer verheiratet.
Anthofers Geschichte wurde für die Dokumentationsreihe Ohne Grenzen – Das Behindertensport-Magazin in einer Folge verfilmt und bei ORF SPORT + ausgestrahlt.

## Erfolge
- achtfacher Weltmeister
- zweifacher Weltcupsieger
- neun Medaillen bei Paralympics

## Auszeichnungen
- 1996 Silbernes Ehrenzeichen für Verdienste um die Republik Österreich
- 1998 Goldenes Ehrenzeichen für Verdienste um die Republik Österreich
- 2001 und 2004 Sportler des Jahres